# Тутка
Тутка (устар. Туточка) — река в России, протекает в Вологодской и Костромской областях. Устье реки находится в 205 км по правому берегу реки Костромы. Длина реки составляет 52 км, площадь водосборного бассейна — 690 км².

## Притоки
(км от устья)
- 6,3 км: река Кордоболь (пр)
- 26 км: река Урятина (лв)
- 29 км: река Волна (пр)
- 34 км: река Белая Сора (пр)
- 40 км: река Мотьма (лв)

## Данные водного реестра
По данным государственного водного реестра России относится к Верхневолжскому бассейновому округу, водохозяйственный участок реки — Кострома от истока до водомерного поста у деревни Исады, речной подбассейн реки — Волга ниже Рыбинского водохранилища до впадения Оки. Речной бассейн реки — (Верхняя) Волга до Куйбышевского водохранилища (без бассейна Оки).
Код объекта в государственном водном реестре — 08010300112110000011956.